# Ernst Schirlitz
Ermst Shirlitz (Christburg, 7 settembre 1893 – Glücksburg, 27 novembre 1978) è stato un ammiraglio tedesco, veterano della prima guerra mondiale dove si distinse a bordo dei dirigibili impegnati nelle incursioni contro l'Inghilterra. Caduto prigioniero nel 1916, venne rilasciato nel 1919, entrando in seguito in servizio nella neocostituita Reichsmarine. Tra le due guerre mondiali svolse numerosi incarichi, e dopo lo scoppio della seconda guerra mondiale prese parte alla battaglia di Francia al termine della quale fu nominato capo di stato maggiore delle operazioni navali in vista dell'Operazione Seelowe. Nel 1943 divenne Ammiraglio comandante della costa Atlantica, e dopo lo sbarco degli alleati in Normandia, assunse l'incarico di comandante della fortezza di La Rochelle. Fu insignito della Croce di Cavaliere della Croce di Ferro il'11 marzo 1945.

## Biografia

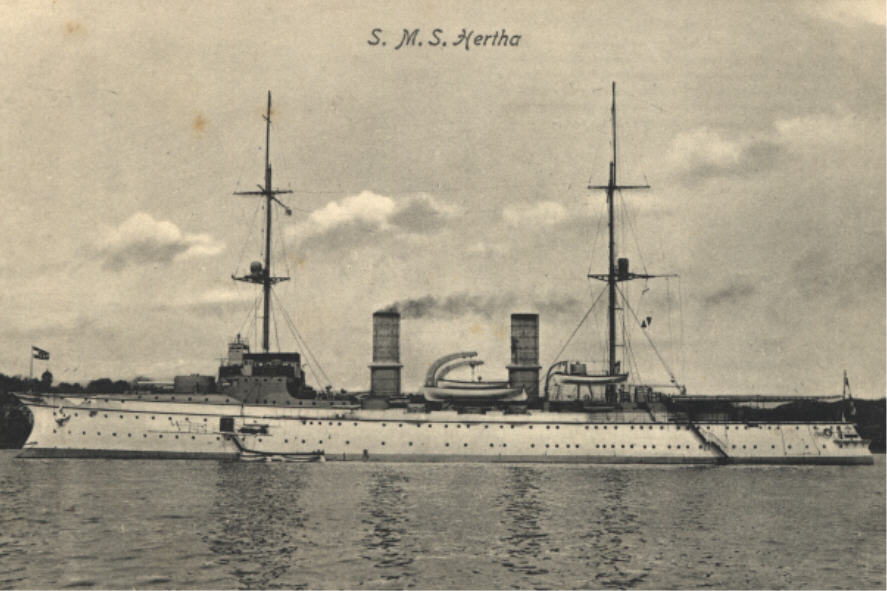
L'incrociatore protetto Hertha, dove effettuò l'addestramento iniziale.

Nacque a Christburg il 7 settembre 1893, figlio di Bruno, un pastore luterano, e dopo aver frequentato il Reale Ginnasio di Elbing, da cui uscì con l'Abitur, si arruolò come Seekadett nella Kaiserliche Marine il 1 aprile 1912. Dopo un periodo d'imbarco sull'incrociatore protetto Hertha (1 aprile 1912-7 marzo 1913), e poi sugli incrociatori Freya (4 agosto-27 agosto 1914), Friedrich Karl (28 agosto-17 novembre 1914) e Fürst Bismarck (28 novembre 1914-gennaio 1915), in piena prima guerra mondiale, transitò in servizio nel reparto dirigibili della marina, imbarcandosi come ufficiale di coperta a bordo di varie unità, con cui partecipò a missioni di ricognizione sul Mare del Nord e poi a missioni di bombardamento sull'Inghilterra. Promosso Leutnant zur See il 22 marzo 1915, durante una missione di bombardamento sul Londra, la sua aeronave L-33 venne abbattuta il 24 settembre 1916, ed egli venne catturato, rimanendo in prigionia fino al 3 dicembre 1919. Il 21 agosto 1919 fu promosso al grado di Oberleutnant zur See con anzianità decorrere dal 25 dicembre 1917.
Dopo la sua liberazione entrò in servizio nella Reichsmarine, svolgendo vari incarichi sia imbarcati che a terra, tra i quali quelli di primo ufficiale, comandante di compagnia e aiutante di bandiera. La sua carriera militare proseguì senza intoppi: fu promosso Kapitänleutnant il 1 aprile 1923, Korvettenkapitän il 1 dicembre 1930 e Fregattenkapitän 1 aprile 1936. Imbarcatosi come primo ufficiale sulla nave da battaglia Deutschland (29 settembre 1934-20 settembre 1936), tra l'8 giugno 1938 e il 23 settembre 1939 ricoprì l'incarico di Capo di stato maggiore dell'Ispettorato per l'addestramento della marina, e tra il 24 settembre e il 27 ottobre 1939 quello di Capo di stato maggiore del Comando per la sicurezza del Mar Baltico. Il 28 ottobre dello stesso anno assunse nuovamente l'incarico di Capo di stato maggiore dell'Ispettorato per l'addestramento della marina, e dopo la sconfitta della Francia, quello di Capo di stato maggiore per l'attuazione dell'Operazione Seelowe, che ricoprì fino al 18 aprile 1942. Promosso contrammiraglio il 1 marzo 1942, il 16 giugno dello stesso anno assunse l'incarico di Comandante della difesa navale della Bretagna, con Quartier generale a Brest. Il 1 marzo 1943 assunse l'incarico di Ammiraglio Comandante della costa Atlantica, venendo promosso viceammiraglio il 1 aprile 1943. Dopo lo sbarco alleato in Normandia, e in seguito alla seguente avanzata delle truppe alleate sul territorio francese, il 20 agosto 1944 assunse l'incarico di comandante della fortezza di La Rochelle.

### L'assedio di La Rochelle

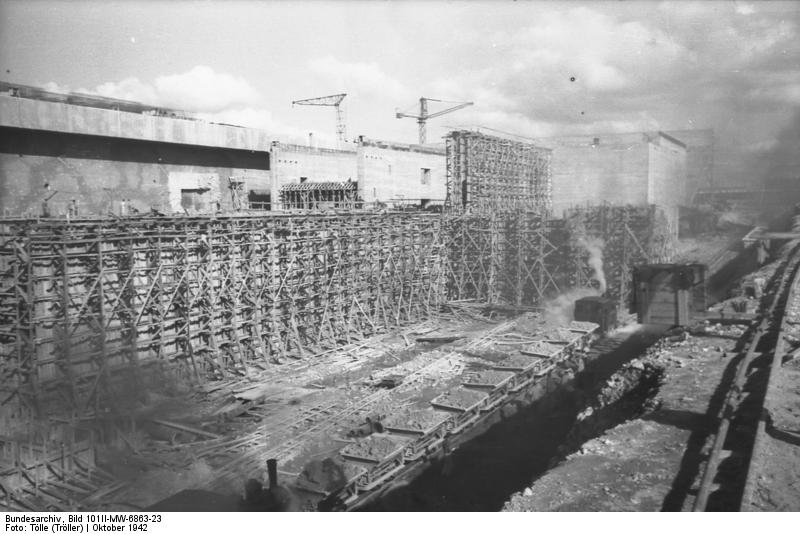
Primi lavori di costruzione della base per sommergibili di La Pallice, ottobre 1942.

A sua disposizione a La Rochelle aveva una guarnigione di circa 17.000 uomini, e tra 150 e 200 cannoni, mentre sull'Île de Ré si trovavano altri 2.000 soldati e 140 fucilieri di marina della Repubblica Sociale Italiana.
Come tutti i comandanti delle fortezze sulla costa atlantica aveva ricevuto ordine che in caso di non poter resistere agli attacchi nemici avrebbe dovuto attuare la completa distruzione delle installazioni portuali.
A partire dal mese di settembre la fortezza di La Rochelle fu circondata da 25.000 soldati francesi delle unità FFI (Forces françaises de l'intérieur), e il giorno 13 il loro comando mandò a parlamentare con Schirlitz il capitano di fregata Hubert Meyer, per tentare di raggiungere un'intesa che avrebbe salvaguardato la città e le installazioni portuali dalla distruzione. I due raggiunsero un accordo che prevedeva da parte tedesca il riconoscimento delle unità FFI come appartenenti all'esercito regolare, la rinuncia dei francesi a occupare La Rochelle con la forza, mentre il comando tedesco s'impegnava ad attenuare il regime di occupazione e a non distruggere la città e le sue installazioni portuali. Ottenuta l'approvazione del generale De Gaulle gli incontri ripresero fino al raggiungimento dell'accordo, che entrò in vigore a partire dal 20 ottobre.
Tale convenzione fu rigettata dal nuovo comandante del fronte atlantico, generale Edgard de Larminat, il 10 aprile 1945, e tramite Meyer il comandante della fortezza fu informato che La Rochelle non rappresentava più un obiettivo di interesse militare e che le eventuali distruzioni attuate sarebbero state considerate sabotaggio e sottoposte alla giurisdizione civile. Da quel momento Schirlitz si ritenne libero di agire come meglio credeva, ma il 12 aprile Meyer lo incontrò nuovamente trovandolo fisicamente prostrato per aver ricevuto la notizia che la moglie e le due figlie erano perite in un bombardamento aereo su Kiel. Dopo avergli fatto le proprie condoglianze, Meyer volle stringergli la mano e lo informò che il precedente accordo sarebbe rimasto comunque in vigore recandosi subito da de Larminat per ottenere il suo consenso, cosa che avvenne.
L'attaccò terrestre scattò il giorno 30 aprile e condusse il francesi, appoggiati dall'aviazione e da mezzi corazzati, a ridosso di La Rochelle. Il 5 maggio Schirlitz informò de Larminat che se le sue truppe non avessero cercato di entrare a La Rochelle prima della resa incondizionata del Terzo Reich, le truppe tedesche non avrebbero opposto resistenza, e contemporaneamente ordinò di liberare 675 prigionieri appartenenti alle FFI.  La resa finale avvenne il 9 maggio, con la firma della capitolazione nel porto militare di La Pallice, e subito dopo Schirlitz fu arrestato su mandato del tribunale militare di Bordeaux, in quanto ritenuto colpevole dell'assassinio di tre prigionieri di guerra.  Prosciolto da ogni accusa in quanto mai messo al corrente di tale fatto, avvenuto totalmente a sua insaputa, il 25 dicembre 1945 fu informato da Meyer che la moglie e una delle figlie erano ancora vive. Rilasciato il 13 ottobre 1947, abbandonò la vita militare lavorando come impiegato a Kiel fino al 1951. Andato in pensione si ritirò a vita privata e si spense a Glücksburg il 27 novembre 1978.
Il suo funerale si tenne il 30 novembre 1978, e la salma fu tumulata con gli onori militari nella parte nord del cimitero di Kiel. Rimase amico con il comandante Meyer fino alla fine dei suoi giorni, e i due si incontrarono per l'ultima volta a Kiel nel 1976.

## Onorificenze
- Distintivo commemorativo per gli equipaggi delle navi aeree della Marina tedesca

### Annotazioni
1. ↑  Fu imbarcato a bordo delle aeronavi L-7, L-20 e L-33.
2. ↑  Al comando del Kapitänleutnant der Reserve Alois Böcke.
3. ↑  Si trattava di due reggimenti di fanteria, un battaglione d’elité Green, un battaglione da fortezza e circa 2.000 uomini appartenenti ai cantieri marini di guerra ("Kriegsmarine Werft") addestrati al combattimento terrestre.
4. ↑  Considerate alla stregua delle formazioni partigiane FTP (Francs-Tireurs et Partisans), le formazioni della FFI avrebbero indossato per l'occasione un apposito bracciale di riconoscimento.
5. ↑  De Larminat mandò a Schirlitz un messaggio dai toni concilianti che, pur ribadendo che le eventuali distruzioni sarebbero state considerate atto di sabotaggio, si giustificò per aver ricevuto nuove istruzioni dal suo governo e dichiarò che avrebbe fatto tutto ciò che era in suo potere per mantenerlo in vigore.

### Fonti
1. 1 2 3 4 5 6  Hildebrand, Bradley, Henriot 1990, pp. 221-222.
2. 1 2 3  Scherzer 2007, p. 662.
3. 1 2 3 4  Cantamutto 2009, p. 43.
4. ↑  Cantamutto 2009, p. 44.
5. 1 2 3 4  Cantamutto 2009, p. 46.
6. 1 2  Desquesnes 2011, p. 115.
7. ↑  Cantamutto 2009, p. 41.
8. 1 2 3  Cantamutto 2009, p. 47.
9. 1 2 3  Cantamutto 2009, p. 48.
10. 1 2 3 4 5 6  Cantamutto 2009, p. 50.
11. ↑  Fellgiebel 2000, p. 377.
12. 1 2  Reichswehrministerium, Rangliste der Deutschen Reichsmarine, Mittler & Sohn, Berlin, 1929. pag. 45.

### Periodici
- Adriana Cantamutto, Festung La Rochelle, in Eserciti nella Storia, n. 52, Parma, Delta Editrice, marzo-aprile 2009,  pp. 40-50.